# Lluís Maria Aragó i Cabañas
Lluís Maria Aragó i Cabañas   (Santa Coloma de Farners, 1922 - Barcelona, 1994) fou un arquitecte i pintor català.

## Biografia
Fou professor de l'Escola d'Arquitectura de Barcelona, on s'especialitzà en urbanisme i la rehabilitació d'edificis. La seva pintura, cézanniana, es va fer notar en l'època dels Salons d'Octubre de Barcelona. Publicà el volum El Creixement de l'Eixample: Registre Administratiu d'Edificis, 1860-1928 (1998), on documentà l'autoria de gran part dels edificis de l'Eixample barceloní.
Fortament interessat també per la literatura, traduí els Quatre quartets de T. S. Eliot (Palma, 1965) i Reunió de família per al recull de Teatre del mateix autor anglès (Barcelona 1992).